# فرودگاه شهری سینت توماس
فرودگاه شهری سینت توماس (به انگلیسی: St. Thomas Municipal Airport) یک فرودگاه همگانی باربری با کد یاتا YQS است که یک باند فرود آسفالت دارد و طول باند آن ۷۹۵ متر است. این فرودگاه در کشور کانادا قرار دارد و در ارتفاع ۲۳۷ متری از سطح دریا واقع شده است.